# ميشيل غرينغر
ميشيل غرينغر (بالفرنسية: Michel Granger)‏ هو مصمم طوابع البريد ورسام فرنسي، ولد في 13 أكتوبر 1946 في روآن في فرنسا.

## وصلات خارجية
- الموقع الرسمي